# FHL 2011/12
Die Saison 2011/12 war die zweite reguläre Saison der Federal Hockey League (FHL). Meister wurden die New Jersey Outlaws.

## Teamänderungen
Folgende Änderungen wurden vor Beginn der Saison vorgenommen:
- Die Rome Frenzy stellten den Spielbetrieb ein.
- Die Danville Dashers wurden als Expansionsteam in die Liga aufgenommen.
- Die New Jersey Outlaws wurden als Expansionsteam in die Liga aufgenommen.
- Die Vermont Wild wurden als Expansionsteam in die Liga aufgenommen, stellten jedoch bereits am 25. November 2011 den Spielbetrieb wieder ein und wurden während der laufenden Spielzeit durch die Delaware Federals ersetzt, die ausschließlich Auswärtsspiele bestritten, nachdem eine Ansiedlung in Delaware aufgrund einer fehlenden Heimspielstätte gescheitert war.

## Teilnehmer
| Team                        | Arena                            | Kapazität | Heimatort                | Beitritt |
| --------------------------- | -------------------------------- | --------- | ------------------------ | -------- |
| Akwesasne Warriors          | A`nowara`ko:wa Arena             | 3.000     | Cornwall Island, Ontario | 2010     |
| Brooklyn Aviators           | Aviator Sports and Recreation    | 2.500     | Brooklyn, New York       | 2010     |
| Cape Cod Bluefins           | Tony Kent Arena                  | 2.250     | Cape Cod, Massachusetts  | 2010     |
| Danbury Whalers             | Danbury Ice Arena                | 2.212     | Danbury, Connecticut     | 2010     |
| Danville Dashers            | David S. Palmer Arena            | 2.350     | Danville, Illinois       | 2011     |
| New Jersey Outlaws          | Capital One Bank Ice Vault Arena | 1.850     | Wayne, New Jersey        | 2011     |
| Thousand Islands Privateers | Bonnie Castle Recreation Center  | 3.500     | Alexandria Bay, New York | 2010     |
| Vermont Wild                | Green Mountain Arena             | 1.000     | Morrisville, Vermont     | 2011     |

## Reguläre Saison

### Abschlusstabelle
Abkürzungen: GP = Spiele, W = Siege, L = Niederlagen, T = Unentschieden, OTL = Niederlage nach Overtime, GF = Erzielte Tore, GA = Gegentore, Pts = Punkte
|                             | GP | W  | L  | OTL | SOL | GF  | GA  | Pts |
| --------------------------- | -- | -- | -- | --- | --- | --- | --- | --- |
| New Jersey Outlaws          | 52 | 42 | 9  | 0   | 1   | 271 | 145 | 124 |
| Thousand Islands Privateers | 49 | 32 | 15 | 1   | 1   | 269 | 218 | 95  |
| Danbury Whalers             | 51 | 30 | 20 | 1   | 0   | 207 | 185 | 89  |
| Brooklyn Aviators           | 50 | 26 | 19 | 4   | 1   | 210 | 175 | 82  |
| Akwesasne Warriors          | 45 | 24 | 20 | 0   | 1   | 250 | 263 | 69  |
| Cape Cod Bluefins           | 51 | 16 | 31 | 4   | 0   | 193 | 229 | 49  |
| Danville Dashers            | 43 | 6  | 34 | 2   | 1   | 152 | 238 | 20  |
| Vermont Wild                | 10 | 3  | 6  | 0   | 1   | 43  | 65  | 9   |
| Delaware Federals           | 9  | 1  | 8  | 0   | 0   | 28  | 105 | 3   |

## Playoffs

### Erste Runde
- (1) New Jersey Outlaws – (6) Cape Cod Bluefins 3:0
- (2) Thousand Islands Privateers – (5) Akwesasne Warriors 2:1
- (3) Danbury Whalers – (4) Brooklyn Aviators 2:1

### Zweite Runde
- (1) Freilos für die New Jersey Outlaws
- (3) Danbury Whalers – (2) Thousand Islands Privateers 2:0

### Finale
- (1) New Jersey Outlaws – (3) Danbury Whalers 3:0